# Régiment d'artillerie coloniale de la Côte française des Somalis
Le régiment d'artillerie coloniale de la Côte française des Somalis (RAC/CFS) est une unité des troupes coloniales françaises, stationné dans la Côte française des Somalis (aujourd'hui Djibouti) entre 1935 et 1943.

## Création et différentes dénominations
- 1935 : formation de la batterie d'artillerie coloniale de la Côte française des Somalis
- 1938 : devient groupe d'artillerie coloniale de la Côte française des Somalis
- 1939 : redevient régiment d'artillerie coloniale de la Côte française des Somalis
- 1943 : dissous, forme le 2e régiment d'artillerie coloniale des forces françaises libres

## Historique
L'unité est formé en 1935 sous le batterie d'artillerie coloniale de la Côte française des Somalis. Créé en réponse aux prétentions irrédentistes de l'Italie fasciste, la batterie, équipée de canons d'un calibre de 75 mm, opère avec le régiment de tirailleurs sénégalais de la Côte française des Somalis,.
Le 1er mars 1938, la batterie devient le groupe d'artillerie coloniale de la CFS. Le 2 septembre 1939, à la mobilisation, le groupe d'artillerie coloniale devient le régiment d'artillerie coloniale de la CFS, à trois batteries de 75 mm, quatre batteries d'artillerie antiaérienne et une batterie d'artillerie côtière,.
Le RAC-CFS est dissous le 8 mai 1943 et ses éléments ralliés aux forces françaises libres forment en Égypte le 2e régiment d'artillerie coloniale.

## Insigne
L'insigne du groupe représente de manière stylisée un camion équipé d'une pièce antiaérienne légère. Les ailes de l'insigne font référence à la mission antiaérienne de l'unité.